# Gajówka Nadkole
Gajówka Nadkole – osada leśna w Polsce położona w województwie mazowieckim, w powiecie węgrowskim, w gminie Łochów.
Wierni Kościoła rzymskokatolickiego należą do parafii Wniebowzięcia NMP w Kamieńczyku nad Bugiem.